# Федун Валентин Анатолійович
Валенти́н Анато́лійович Феду́н — капітан Збройних сил України.

## Життєпис
2006 року закінчив Львівський інститут Сухопутних військ імені гетьмана Петра Сагайдачного, спеціальність — застосування та управління діями геодезичних підрозділів військ.
Старший топограф топогеодезичного відділу 13-го фотограмметричного центру (Сімферополь). Цю частину росіяни під час окупації Криму атакували першою — 18 березня 2014 року відбувся штурм 13-го фотограмметричного центру, де загинув прапорщик Сергій Кокурін, а капітан Валентин Федун зазнав важких поранень. На вогневих позиціях навколо частини облаштувалися російські кулеметники та автоматники, проте своєї присутності намагалися не виказувати. Капітан Федун помітив, що з дальньої сторони на територію частини проникають російські спецпризначенці, пересуваючись короткими перебіжками та ховаючись від стороннього ока, доповів про ситуацію черговому й далі вів спостереження, час від часу уточнюючи інформацію. Був поранений, після чого, затуливши рану рукою, кинувся до будівлі чергового. Перша куля пройшла крізь щоку, вийшовши з шиї; друга вцілила біля лівої ключиці та вийшла з-під лівої лопатки. Частину до Одеси виводив полковник Андрій Андрюшин.
Станом на січень 2018 року — начальник групи фотограмметричного відділу, Одеська область. З дружиною, сином та донькою проживають у Таїровому.

## Нагороди
19 липня 2014 року — за особисту мужність і героїзм, виявлені у захисті державного суверенітету та територіальної цілісності України, вірність військовій присязі під час російсько-української війни, відзначений — нагороджений орденом «За мужність» III ступеня.